# 세종특별자치시 을
세종특별자치시 을은 대한민국의 국회의원 선거구이다. 세종특별자치시의 일부 지역을 관할한다. 현직 국회의원은 더불어민주당의 강준현이다.

## 역사
2020년 대한민국 제21대 국회의원 선거를 앞두고 세종특별자치시 선거구의 인구가 상한선을 초과함에 따라 갑, 을로 분구되면서 신설되었다.

## 관할 구역
| 대수  | 관할 구역                                                                                               |
| ----- | --- |
| 21대  | 세종특별자치시 조치원읍, 연기면, 연동면, 연서면, 전의면, 전동면, 소정면, 아름동, 종촌동, 고운동         |
| 22대~ | 세종특별자치시 조치원읍, 연기면, 연동면, 연서면, 전의면, 전동면, 소정면, 해밀동, 아름동, 종촌동, 고운동 |

## 역대 국회의원
| 선거   | 정당 | 정당         | 의원   |
| ------ | ---- | ------------ | ------ |
| 2020년 |      | 더불어민주당 | 강준현 |
| 2024년 |      | 더불어민주당 | 강준현 |

## 역대 선거 결과

### 대한민국 제21대 국회의원 선거
|  | 57.96% |

|  | 39.68% |

|  | 1.48% |

|  | 0.86% |

### 대한민국 제22대 국회의원 선거
|  | 56.19% |

|  | 37.54% |

|  | 4.64% |

|  | 1.41% |

|  | 0.19% |

## 같이 보기
- 대한민국의 국회의원 선거구 목록